# Napad na Richmond
Napad na Richmond je bil niz britanskih vojaških akcij proti prestolnici Virginije, Richmondu in okolici med ameriško revolucionarno vojno. Pod vodstvom ameriškega prebežnika Benedicta Arnolda se kampanja v Richmondu šteje za enega njegovih največjih uspehov med služenjem v britanski vojski. Šokirala je domoljubne voditelje in sodobni Američani jo štejejo za eno njegovih najbolj razvpitih dejanj.

## Ozadje
Generalpodpolkovnik Sir Henry Clinton je upal, da bo pošiljanje poveljnika, rojenega v Ameriki, v Richmond prepričalo več lojalistov na tem območju, da se pridružijo britanski stvari, kar bi posledično dalo britanski vojski prednost na južnem bojišču vojne.
Pred začetkom napada je Thomas Jefferson, guverner Virginije, prestavil prestolnico Virginije iz Williamsburga v Richmond, zaradi njegove strateško osrednje, obrambne lokacije. V primeru napada je Jefferson preselil vse vojaške zaloge mesta v livarno 5 mi (8 km) izven Richmonda.

## Kampanja v Richmondu
Od 1. do 3. januarja je Arnoldova flota plula po reki James, uničevala domoljubne plantaže in naselja ob poti. 4. januarja so se Britanci utaborili na plantaži Westover, kjer so se pripravili na napad na Richmond. Popoldne so Arnold in njegovi možje peš odšli proti mestu.
Naslednji dan je Arnoldova sila lojalističnih "zelenih plaščev", sestavljena iz pehote, dragoncev in artilerije, prispela v Richmond, ki ga je branilo približno 200 prpadnikov milice. Njegov čas je bil odličen; večina branilcev se je bližala koncu svojih vpoklicnih obdobij in so bili tako prepričani, da je Richmond varen pred napadom, da se niso potrudili vzpostaviti obrambe ali postaviti straž.
Ob pogledu na neorganizirano stanje milice je polkovnik John Graves Simcoe iz Queen's Rangers ukazal svojim možem, naj jih takoj napadejo. Milica je izstrelila en sam rafal na napredujoče Britance, preden so se v paniki umaknili proti gozdu, lojalistični oddelek pa jih je zasledoval. Jefferson, videč svojo milico razpršeno in brez drugega verjetnega načina za obrambo Richmonda, je hitro ukazal množično evakuacijo večine vojaških zalog iz mesta. On in njegova družina so pobegnili s kočijo, medtem ko so se drugi visoki vladni uradniki trudili pobegniti.
Opoldne so Arnoldove sile zmagoslavno vkorakale v mesto, kar je očividec opisal kot "nemoteno niti z enim samim strelom." Iz svojega štaba v mestni gostilni na Main Streetu (v Richmondu bi ostal le en dan) je Arnold napisal pismo Jeffersonu, v katerem je navedel, da bo mesto zapustil v miru, če mu bo dovoljeno zaseči vsak paket tobaka, ki ga najde. Jefferson je pogoje zavrnil,in mesto je trpelo posledice.
Po prejemu pisma naslednji dan 6. januarja, je bil Arnold besen in je ukazal, naj se Richmond zažge. Arnoldovi možje so nato začeli divjati po mestu, požigali vladne zgradbe in zasebne domove, ropali mesto dragocenosti in zalog. Močan veter je še bolj razširil plamene, kar je prispevalo k uničenju.Potem ko je bil večji del Richmonda požgan in njegove dragocenosti izropane, je Arnold popeljal svoje sile iz Richmonda do livarne topov Westham in jo uničil skupaj z vsemi dragocenimi zalogami, shranjenimi v njej. Po končanem uničevanju so se Arnoldove čete premaknile v nebranjeno pristaniško mesto Warwick, Virginia (čez reko James, v okrožju Chesterfield) in začele novo uničevalno akcijo, požigale domove in ropale zgradbe.
Ko je novica o uničenju Richmonda dosegla Jeffersona, je bil zgrožen. Arnoldove sile so vstopile v samo prestolnico Virginije, neovirano, in jo oskrunile. Guverner je poklical Sampsona Mathewsa, poveljnika virginijske državne milice, in mu ukazal, naj napade Arnoldove sile. Mathews je zbral silo okoli 200 milice in se naglo odpravil, da bi ujel in poškodoval Arnoldovo počasi premikajočo se vojsko blizu Richmonda.
Sčasoma, zaradi slabega vremena, bolezni in upora, sta Mathews in njegove čete dohiteli Arnoldovo vojsko in jo presenetili. Z okretno taktiko, ki jo je populariziral ameriški poveljnik Nathanael Greene, so miličniki zlahka premagali izčrpane lojaliste in v naslednjih dneh so se britanske vrste redčile zaradi več spopadov okoli Richmonda in reke James. Sčasoma je Arnold menil, da so spopadi med njegovo Ameriško legijo in patrioti tako resni, da je ukazal svoji vojski, naj se umakne v Portsmouth, da bi tam postavili obrambne utrdbe in počakali na okrepitve.
Tako se je Arnoldova vojska hitro premikala po reki James, za seboj požigala več plantaž in domov, medtem ko jo je še vedno preganjal Mathews. Ena od plantaž, ki so jo Arnoldovi možje požgali med umikom, je bila Berkeley, dom ustanovnega očeta Benjamina Harrisona V. Harrison je opravljal svoje običajne dolžnosti v svojem dvorcu, ko je zagledal britanske sile, ki so se približevale njegovi plantaži. Hitro je obvestil svojo ženo in otroke, ki so nato pobegnili s kočijo. Arnold je vedel, da Berkeley pripada Harrisonu, ki ga je imel za izdajalca in ga je želel kaznovati zaradi izdaje proti Veliki Britaniji. Vsi portreti in umetnine družine Harrison so bili odneseni ven, da bi jih požgali in 40 Harrisonovih sužnjev je bilo zaplenjenih. Arnold je prizanesel Harrisonovemu dvorcu in hišam, saj je verjel, da bo vojna kmalu dobljena s strani Britancev, in si je po vojni želel veliko plantažo, v kateri bi živel. Edini originalni portret Harrisona, ki je preživel, je bila miniatura okoli vratu njegove žene, ki jo je nosila, ko je bežala pred Arnoldovimi silami.
19. januarja se je kampanja v Richmondu končala, ko so utrujene čete Benedicta Arnolda dosegle Portsmouth. Preživeli so veliko preizkušnjo in Arnolda so lokalni lojalisti, pa tudi njegovi nadrejeni, hvalili kot junaka. Istega dne je generalmajor William Phillips prispel, da bi razbremenil Arnolda z 2.000 svežimi četami in prevzel poveljstvo nad obrambo Portsmoutha.

## Posledice
Uničenje Richmonda, enega najpomembnejših mest v Združenih državah, je ogorčilo ameriško prebivalstvo. George Washington je bil tako jezen in ponižan zaradi uničenja Richmonda, da je na Arnoldovo glavo razpisal nagrado 5.000 gvinej in svojemu pomočniku, markizu de Lafayetteju, ukazal, naj Arnolda obesi, če ga sreča v bitki. Kontinentalnim strelcem so bile izdane tarče, poslikane z Benedictovim videzom, da bi vadili nanje, če bi ga slučajno videli.
Britanci pa so Arnoldovo zmago v Richmondu videli kot prelomnico in jim je dala upanje, da bi se lojalisti lahko dvignili z njimi in zatrli prisotnost patriotov na jugu. Mnogi sužnji so bili osvobojeni iz napadenih plantaž, pa tudi iz samega Richmonda in mnogi od njih so se nato takoj pridružili britanski vojski v zameno za svojo svobodo. Po Arnoldovem začetnem napadu na reko James in območje okoli Richmonda so sledili manjši napadi. Britanski poveljniki, kot sta William Phillips in Banastre Tarleton, so sledili Arnoldovemu zgledu, napadali in požigali bolj oddaljena mesta ter plenili kontinentalne čete. Benedict Arnold, briljantni general kontinentalne vojske, si je z Richmondsko kampanjo zagotovil mesto v britanskih vrstah.